# Campionato mondiale maschile under 17 di calcio 2017
Il Campionato mondiale di calcio Under-17 2017 è stato la diciassettesima edizione del torneo internazionale di calcio giovanile. Il torneo si è svolto in India dal 6 al 28 ottobre 2017.

## Città e stadi
| Calcutta | Kochi                          | Nuova Delhi              |
| --- | ------------------------------ | ------------------------ |
| Salt Lake Stadium                                                                                               | Jawaharlal Nehru Stadium       | Jawaharlal Nehru Stadium |
| Capacità: 66,600                                                                                                | Capacità: 41,700               | Capacità: 58,000         |
| |                                |                          |
| Navi Mumbai New Delhi Kolkata Kochi Margao GuwahatiCampionato mondiale maschile under 17 di calcio 2017 (India) |                                |                          |
| Navi Mumbai | Guwahati                       | Margao                   |
| DY Patil Stadium                                                                                                | Indira Gandhi Athletic Stadium | Fatorda Stadium          |
| Capacità: 45,300                                                                                                | Capacità: 23,800               | Capacità: 16,200         |
| |                                |                          |

## Squadre partecipanti
| Confederazione                                        | Torneo di qualificazione                   | Qualificate                                 |
| ----------------------------------------------------- | ------------------------------------------ | ------------------------------------------- |
| AFC (Asia)                                            | Campionato asiatico Under-16 2016          | Iraq Iran Giappone Corea del Nord           |
| CAF (Africa)                                          | Campionato africano Under-17 2017          | Ghana Guinea Mali Niger                     |
| CONCACAF (America Centrale, Settentrionale e Caraibi) | Campionato CONCACAF Under-17 2017          | Costa Rica Honduras Messico Stati Uniti     |
| CONMEBOL (Sud America)                                | Campionato sudamericano Under-17 2017      | Brasile Cile Colombia Paraguay              |
| OFC (Oceania)                                         | Campionato oceaniano Under-17 2017         | Nuova Caledonia Nuova Zelanda               |
| UEFA (Europa)                                         | Campionato europeo di calcio Under-17 2017 | Inghilterra Francia Germania Spagna Turchia |
| Nazione ospitante                                     | Nazione ospitante                          | India                                       |

India, Niger e Nuova Caledonia hanno fatto in questo torneo il loro debutto in competizioni FIFA.

## Fase a gironi

### Gruppo A
| Pos. | Squadra     | Pt | G | V | N | P | GF | GS | DR |
| ---- | ----------- | -- | - | - | - | - | -- | -- | -- |
| 1.   | Ghana       | 6  | 3 | 2 | 0 | 1 | 5  | 1  | +4 |
| 2.   | Colombia    | 6  | 3 | 2 | 0 | 1 | 5  | 3  | +2 |
| 3.   | Stati Uniti | 6  | 3 | 2 | 0 | 1 | 5  | 3  | +2 |
| 4.   | India       | 0  | 3 | 0 | 0 | 3 | 1  | 9  | -8 |

| Arbitro: | Clément Turpin |

|  |           |                   |
|  | Marcatori | 39’ Ibrahim Sadiq |

| Arbitro: | Gery Vargas |

|  |           |                                                              |
|  | Marcatori | 30’ (rig.) Josh Sargent 51’ Chris Durkin 84’ Andrew Carleton |

| Arbitro: | Anastasios Sidīropoulos |

|  |           |                 |
|  | Marcatori | 75’ Ayo Akinola |

| Arbitro: | Ricardo Montero |

|                   |           |                        |
| Jeakson Singh 82’ | Marcatori | 49’, 83’ Juan Peñaloza |

| Arbitro: | Abdelkader Zitouni |

|                                                         |           |  |
| Eric Ayiah 43’, 52’ Richard Danso 86’ Emmanuel Toku 87’ | Marcatori |  |

| Arbitro: | Artur Soares Dias |

|                   |           |                                                    |
| George Acosta 24’ | Marcatori | Juan Vidal 3’ Juan Peñaloza 67’ Déiber Caicedo 87’ |

### Gruppo B
| Pos. | Squadra       | Pt | G | V | N | P | GF | GS | DR |
| ---- | ------------- | -- | - | - | - | - | -- | -- | -- |
| 1.   | Paraguay      | 9  | 3 | 3 | 0 | 0 | 10 | 5  | +5 |
| 2.   | Mali          | 6  | 3 | 2 | 0 | 1 | 8  | 4  | +5 |
| 3.   | Nuova Zelanda | 1  | 3 | 0 | 1 | 2 | 4  | 8  | -4 |
| 4.   | Turchia       | 1  | 3 | 0 | 1 | 2 | 2  | 7  | -5 |

| Arbitro: | John Pitti |

|              |           |                  |
| Max Mata 58’ | Marcatori | 18’ Ahmed Kutucu |

| Arbitro: | Artur Soares Dias |

|                                                                                      |           |                                     |
| Antonio Galeano 12’ Leonardo Sánchez Cohener 17’ Alan Francisco Rodríguez 55’ (rig.) | Marcatori | 20’ Hadji Dramé 34’ Lassana N'Diaye |

| Arbitro: | Muhammad Taqi |

|  |           |                                                          |
|  | Marcatori | 38’ Djemoussa Traoré 68’ Lassana N'Diaye 86’ Fode Konaté |

| Arbitro: | Bamlak Tessema Weyesa |

|                                                                   |           |                                     |
| Alan Francisco Rodríguez 2’ Aníbal Vega 75’, 78’ Blas Armoa 90+1’ | Marcatori | 20’ (aut.) 34’ (aut.) Alexis Duarte |

| Arbitro: | Ryuji Sato |

|                           |           |                                                                    |
| Kerem Atakan Kesgin 90+3’ | Marcatori | 41’ Giovanni Bogado 43’ Fernando David Cardozo 61’ Antonio Galeano |

| Arbitro: | Anastasios Sidīropoulos |

|                                                           |           |                    |
| Salam Giddou 18’ Djemoussa Traoré 50’ Lassana N'Diaye 82’ | Marcatori | 72’ Charles Spragg |

### Gruppo C
| Pos. | Squadra    | Pt | G | V | N | P | GF | GS | DR |
| ---- | ---------- | -- | - | - | - | - | -- | -- | -- |
| 1.   | Iran       | 9  | 3 | 3 | 0 | 0 | 10 | 1  | +9 |
| 2.   | Germania   | 6  | 3 | 2 | 0 | 1 | 5  | 6  | -1 |
| 3.   | Guinea     | 1  | 3 | 0 | 1 | 2 | 4  | 8  | -4 |
| 4.   | Costa Rica | 1  | 3 | 0 | 1 | 2 | 3  | 7  | -4 |

| Arbitro: | Mehdi Abid Charef |

|                                   |           |                  |
| Jann-Fiete Arp 21’ Noah Awuku 89’ | Marcatori | 64’ Andrés Gómez |

| Arbitro: | José Argote |

|                                                                        |           |                    |
| Allahyar Sayyadmanesh 59’ Mohammad Sharifi 70’ (rig.) Saeid Karimi 90’ | Marcatori | 90+1’ Fandje Touré |

| Arbitro: | Bobby Madden |

|                                    |           |                                      |
| Yecxy Jarquín 26’ Andrés Gómez 67’ | Marcatori | 30’ Fandje Touré 81’ Ibrahima Soumah |

| Arbitro: | Jair Marrufo |

|                                                                  |           |  |
| Younes Delfi 6’, 42’ Allahyar Sayyadmanesh 49’ Vahid Namdari 75’ | Marcatori |  |

| Arbitro: | Hamada Nampiandraza |

|  |           |                                                                                    |
|  | Marcatori | 25’ (rig.) Mohammad Reza Ghobeishavi 29’ (rig.) Taha Shariati 89’ Mohammad Sardari |

| Arbitro: | John Pitti |

|                     |           |                                                                       |
| Ibrahima Soumah 26’ | Marcatori | 8’ Jann-Fiete Arp 62’ Nicolas-Gerrit Kühn 90+2’ (rig.) Şahverdi Çetin |

### Gruppo D
| Pos. | Squadra        | Pt | G | V | N | P | GF | GS | DR |
| ---- | -------------- | -- | - | - | - | - | -- | -- | -- |
| 1.   | Brasile        | 9  | 3 | 3 | 0 | 0 | 6  | 1  | +5 |
| 2.   | Spagna         | 6  | 3 | 2 | 0 | 1 | 7  | 2  | +5 |
| 3.   | Niger          | 3  | 3 | 1 | 0 | 2 | 1  | 6  | -5 |
| 4.   | Corea del Nord | 0  | 3 | 0 | 0 | 3 | 0  | 5  | -5 |

| Arbitro: | Nawaf Shukralla |

|                            |           |                  |
| Lincoln 25’ Paulinho 45+1’ | Marcatori | 5’ (aut.) Wesley |

| Arbitro: | Abdelkader Zitouni |

|  |           |                        |
|  | Marcatori | 59’ Salim Abdourahmane |

| Arbitro: | Enrique Cáceres |

|                                                                 |           |  |
| Abel Ruiz 21’, 41’ César Gelabert 45+1’ Sergio Gómez Martín 82’ | Marcatori |  |

| Arbitro: | Slavko Vinčić |

|  |           |                          |
|  | Marcatori | 56’ Lincoln 61’ Paulinho |

| Arbitro: | José Argote |

|                                         |           |  |
| Mohamed Moukhliss 4’ César Gelabert 71’ | Marcatori |  |

| Arbitro: | Bobby Madden |

|  |           |                        |
|  | Marcatori | 4’ Lincoln 34’ Brenner |

### Gruppo E
| Pos. | Squadra         | Pt | G | V | N | P | GF | GS | DR  |
| ---- | --------------- | -- | - | - | - | - | -- | -- | --- |
| 1.   | Francia         | 9  | 3 | 3 | 0 | 0 | 14 | 3  | +11 |
| 2.   | Giappone        | 4  | 3 | 1 | 1 | 1 | 8  | 4  | +4  |
| 3.   | Honduras        | 3  | 3 | 1 | 0 | 2 | 7  | 11 | -4  |
| 4.   | Nuova Caledonia | 1  | 3 | 0 | 1 | 2 | 2  | 13 | -11 |

| Arbitro: | Hamada Nampiandraza |

|                      |           | |
| Cameron Wadenges 90’ | Marcatori | 5’ (aut.) Bernard Iwa 19’, 33’ Amine Gouiri 30’ Claudio Gomes 40’ Maxence Caqueret 43’ (aut.) Kiam Wanesse 90+1’ Wilson Isidor |

| Arbitro: | Anthony Taylor |

|                      |           |                                                                                       |
| Patrick Palacios 36’ | Marcatori | 22’, 30’, 43’ Keito Nakamura 45’ Takefusa Kubo 51’ Taisei Miyashiro 90’ Toichi Suzuki |

| Arbitro: | Gery Vargas |

|                       |           |                             |
| Amine Gouiri 13’, 71’ | Marcatori | 73’ (rig.) Taisei Miyashiro |

| Arbitro: | Mehdi Abid Charef |

|                                                                    |           |  |
| Carlos Mejía 25’, 42’ Joshua Canales 27’ Patrick Palacios 51’, 88’ | Marcatori |  |

| Arbitro: | Muhammad Taqi |

|                                                                            |           |                  |
| Wilson Isidor 14’ Alexis Flips 23’, 64’ Amine Gouiri 86’ Yacine Adli 90+6’ | Marcatori | 10’ Carlos Mejía |

| Arbitro: | Esther Staubli |

|                   |           |                |
| Keito Nakamura 7’ | Marcatori | 83’ Jekob Jeno |

### Gruppo F
| Pos. | Squadra     | Pt | G | V | N | P | GF | GS | DR |
| ---- | ----------- | -- | - | - | - | - | -- | -- | -- |
| 1.   | Inghilterra | 9  | 3 | 3 | 0 | 0 | 11 | 2  | +9 |
| 2.   | Iraq        | 4  | 3 | 1 | 1 | 1 | 4  | 5  | -1 |
| 3.   | Messico     | 2  | 3 | 0 | 2 | 1 | 3  | 4  | -1 |
| 4.   | Cile        | 1  | 3 | 0 | 1 | 2 | 0  | 7  | -7 |

| Arbitro: | Ryuji Sato |

|  |           |                                                             |
|  | Marcatori | 5’ Callum Hudson-Odoi 51’, 60’ Jadon Sancho 81’ Angel Gomes |

| Arbitro: | Ovidiu Hațegan |

|                            |           |                        |
| Mohammed Dawood Yaseen 16’ | Marcatori | 51’ Roberto de la Rosa |

| Arbitro: | Nawaf Shukralla |

|                                                           |           |                             |
| Rhian Brewster 39’ Phil Foden 48’ Jadon Sancho 55’ (rig.) | Marcatori | 65’, 72’ Diego Lainez Leyva |

| Arbitro: | Clément Turpin |

|                                                          |           |  |
| Mohammed Dawood Yaseen 6’, 68’ Diego Valencia 81’ (aut.) | Marcatori |  |

| Arbitro: | Jair Marrufo |

|                                                            |           |  |
| Angel Gomes 11’ Emile Smith Rowe 57’ Danny Loader 59’, 71’ | Marcatori |  |

| Guwahati 14 ottobre 2017, ore 20:00 | Messico       | 0 – 0 referto | Cile | Stadio atletico Indira Gandhi (15 794 spett.)\| Arbitro: \| Slavko Vinčić \| |
| Arbitro:                            | Slavko Vinčić |               |      |                                                                              |

### Confronto tra le terze classificate
|   | Squadra       | Pt | G | V | N | P | GF | GS | DR |
| - | ------------- | -- | - | - | - | - | -- | -- | -- |
| A | Stati Uniti   | 6  | 3 | 2 | 0 | 1 | 5  | 3  | +2 |
| E | Honduras      | 3  | 3 | 1 | 0 | 2 | 7  | 11 | -4 |
| D | Niger         | 3  | 3 | 1 | 0 | 2 | 1  | 6  | -5 |
| F | Messico       | 2  | 3 | 0 | 2 | 1 | 3  | 4  | -1 |
| B | Nuova Zelanda | 1  | 3 | 0 | 1 | 2 | 4  | 8  | -4 |
| C | Guinea        | 1  | 3 | 0 | 1 | 2 | 4  | 8  | -4 |

Possibili combinazioni
| Gruppi delle migliori terze | Vincente gruppo A | Vincente gruppo B | Vincente gruppo C | Vincente gruppo D |
| --------------------------- | ----------------- | ----------------- | ----------------- | ----------------- |
| A B C D                     | 3C                | 3D                | 3A                | 3B                |
| A B C E                     | 3C                | 3A                | 3B                | 3E                |
| A B C F                     | 3C                | 3A                | 3B                | 3F                |
| A B D E                     | 3D                | 3A                | 3B                | 3E                |
| A B D F                     | 3D                | 3A                | 3B                | 3F                |
| A B E F                     | 3E                | 3A                | 3B                | 3F                |
| A C D E                     | 3C                | 3D                | 3A                | 3E                |
| A C D F                     | 3C                | 3D                | 3A                | 3F                |
| A C E F                     | 3C                | 3A                | 3F                | 3E                |
| A D E F                     | 3D                | 3A                | 3F                | 3E                |
| B C D E                     | 3C                | 3D                | 3B                | 3E                |
| B C D F                     | 3C                | 3D                | 3B                | 3F                |
| B C E F                     | 3E                | 3C                | 3B                | 3F                |
| B D E F                     | 3E                | 3D                | 3B                | 3F                |
| C D E F                     | 3C                | 3D                | 3F                | 3E                |

## Fase a eliminazione diretta

### Tabellone
|  | Ottavi di finale  | Ottavi di finale |              |       | Quarti di finale          | Quarti di finale          |              |              | Semifinali | Semifinali |  |  | Finale | Finale |
|  |                   |                  |              |       |                           |                           |              |              |            |            |  |  |        |        |
|  | 16 ottobre -      |                  |              |       |                           |                           |              |              |            |            |  |  |        |        |
|  |                   |                  |              |       |                           |                           |              |              |            |            |  |  |        |        |
|  | Colombia          | 0                |              |       |                           |                           |              |              |            |            |  |  |        |        |
|  | Colombia          | 0                | 21 ottobre - |       |                           |                           |              |              |            |            |  |  |        |        |
|  | Germania          | 4                |              |       |                           |                           |              |              |            |            |  |  |        |        |
|  | Germania          | 4                | Germania     | 1     |                           |                           |              |              |            |            |  |  |        |        |
|  | 18 ottobre -      |                  | Germania     | 1     |                           |                           |              |              |            |            |  |  |        |        |
|  |                   | Brasile          | 2            |       |                           |                           |              |              |            |            |  |  |        |        |
|  | Brasile           | Brasile          | 2            | 3     |                           |                           |              |              |            |            |  |  |        |        |
|  | Brasile           |                  | 25 ottobre - | 3     |                           |                           |              |              |            |            |  |  |        |        |
|  | Honduras          | 0                |              |       |                           |                           |              |              |            |            |  |  |        |        |
|  | Honduras          | 0                | Brasile      | 1     |                           |                           |              |              |            |            |  |  |        |        |
|  | 16 ottobre -      |                  | Brasile      | 1     |                           |                           |              |              |            |            |  |  |        |        |
|  |                   | Inghilterra      | 3            |       |                           |                           |              |              |            |            |  |  |        |        |
|  | Paraguay          | Inghilterra      | 3            | 0     |                           |                           |              |              |            |            |  |  |        |        |
|  | Paraguay          | 21 ottobre -     |              | 0     |                           |                           |              |              |            |            |  |  |        |        |
|  | Stati Uniti       | 5                |              |       |                           |                           |              |              |            |            |  |  |        |        |
|  | Stati Uniti       | 5                | Stati Uniti  | 1     |                           |                           |              |              |            |            |  |  |        |        |
|  | 17 ottobre -      |                  | Stati Uniti  | 1     |                           |                           |              |              |            |            |  |  |        |        |
|  |                   | Inghilterra      | 4            |       |                           |                           |              |              |            |            |  |  |        |        |
|  | Inghilterra (dtr) | Inghilterra      | 4            | 0 (5) |                           |                           |              |              |            |            |  |  |        |        |
|  | Inghilterra (dtr) |                  | 28 ottobre - | 0 (5) |                           |                           |              |              |            |            |  |  |        |        |
|  | Giappone          | 0 (3)            |              |       |                           |                           |              |              |            |            |  |  |        |        |
|  | Giappone          | 0 (3)            | Inghilterra  | 5     |                           |                           |              |              |            |            |  |  |        |        |
|  | 17 ottobre -      |                  | Inghilterra  | 5     |                           |                           |              |              |            |            |  |  |        |        |
|  |                   | Spagna           | 2            |       |                           |                           |              |              |            |            |  |  |        |        |
|  | Mali              | Spagna           | 2            | 5     |                           |                           |              |              |            |            |  |  |        |        |
|  | Mali              | 22 ottobre -     |              | 5     |                           |                           |              |              |            |            |  |  |        |        |
|  | Iraq              | 1                |              |       |                           |                           |              |              |            |            |  |  |        |        |
|  | Iraq              | 1                | Mali         | 2     |                           |                           |              |              |            |            |  |  |        |        |
|  | 18 ottobre -      |                  | Mali         | 2     |                           |                           |              |              |            |            |  |  |        |        |
|  |                   | Ghana            | 1            |       |                           |                           |              |              |            |            |  |  |        |        |
|  | Ghana             | Ghana            | 1            | 2     |                           |                           |              |              |            |            |  |  |        |        |
|  | Ghana             |                  | 25 ottobre - | 2     |                           |                           |              |              |            |            |  |  |        |        |
|  | Niger             | 0                |              |       |                           |                           |              |              |            |            |  |  |        |        |
|  | Niger             | 0                | Mali         | 1     |                           |                           |              |              |            |            |  |  |        |        |
|  | 17 ottobre -      |                  | Mali         | 1     |                           |                           |              |              |            |            |  |  |        |        |
|  |                   | Spagna           | 3            |       | Finale per il terzo posto | Finale per il terzo posto |              |              |            |            |  |  |        |        |
|  | Francia           | Spagna           | 3            | 1     | Finale per il terzo posto | Finale per il terzo posto |              |              |            |            |  |  |        |        |
|  | Francia           | 22 ottobre -     | 22 ottobre - | 1     |                           |                           | 28 ottobre - | 28 ottobre - |            |            |  |  |        |        |
|  | Spagna            | 22 ottobre -     | 22 ottobre - | 2     |                           |                           | 28 ottobre - | 28 ottobre - |            |            |  |  |        |        |
|  | Spagna            | Spagna           | 3            | 2     | Brasile                   | 2                         |              |              |            |            |  |  |        |        |
|  | 17 ottobre -      | Spagna           | 3            |       | Brasile                   | 2                         |              |              |            |            |  |  |        |        |
|  |                   | Iran             | 1            |       | Mali                      | 0                         |              |              |            |            |  |  |        |        |
|  | Iran              | Iran             | 1            | 2     | Mali                      | 0                         |              |              |            |            |  |  |        |        |
|  | Iran              |                  |              | 2     |                           |                           |              |              |            |            |  |  |        |        |
|  | Messico           | 1                |              |       |                           |                           |              |              |            |            |  |  |        |        |
|  | Messico           | 1                |              |       |                           |                           |              |              |            |            |  |  |        |        |

### Ottavi di finale
| Arbitro: | Nawaf Shukralla |

|  |           |                                                               |
|  | Marcatori | 7’, 65’ Jann-Fiete Arp 39’ Yann Aurel Bisseck 49’ John Yeboah |

| Arbitro: | Ovidiu Hațegan |

|  |           |                                                                 |
|  | Marcatori | 19’, 53’, 77’ Timothy Weah 63’ Andrew Carleton 74’ Josh Sargent |

| Arbitro: | Anthony Taylor |

|                                                      |           |                        |
| Mohammad Sharifi 7’ (rig.) Allahyar Sayyadmanesh 11’ | Marcatori | 37’ Roberto de la Rosa |

| Arbitro: | Enrique Cáceres |

|                  |           |                                       |
| Lenny Pintor 34’ | Marcatori | 44’ Juan Miranda 90’ (rig.) Abel Ruiz |

| Arbitro: | José Argote |

|                                                                        |                      |                                                                |
| Rhian Brewster Callum Hudson-Odoi Phil Foden Curtis Anderson Nya Kirby | Tiri di rigore 5 – 3 | Yukinari Sugawara Taisei Miyashiro Hinata Kida Soichiro Kozuki |

| Arbitro: | Ricardo Montero |

|                                                                            |           |                |
| Hadji Dramé 25’ Lassana N'Diaye 33’, 90+4’ Fode Konaté 73’ Seme Camara 87’ | Marcatori | 85’ Ali Kareem |

| Arbitro: | Artur Soares Dias |

|                                           |           |  |
| Eric Ayiah 45+4’ (rig.) Richard Danso 90’ | Marcatori |  |

| Arbitro: | Bamlak Tessema Weyesa |

|                                     |           |  |
| Brenner 11’, 56’ Marcos Antônio 44’ | Marcatori |  |

### Quarti di finale
| Arbitro: | Mehdi Abid Charef |

|                                      |           |                           |
| Hadji Dramé 15’ Djemoussa Traoré 61’ | Marcatori | 70’ (rig.) Mohammed Kudus |

| Arbitro: | Clément Turpin |

|                  |           |                                                              |
| Josh Sargent 72’ | Marcatori | 11’, 14’, 90+6’ (rig.) Rhian Brewster 64’ Morgan Gibbs-White |

| Arbitro: | Gery Vargas |

|                                                         |           |                  |
| Abel Ruiz 13’ Sergio Gómez Martín 60’ Ferrán Torres 67’ | Marcatori | 69’ Saeid Karimi |

| Arbitro: | Jair Marrufo |

|                           |           |                           |
| Jann-Fiete Arp 21’ (rig.) | Marcatori | 71’ Weverson 77’ Paulinho |

### Semifinali
| Arbitro: | Ovidiu Hațegan |

|            |           |                              |
| Wesley 21’ | Marcatori | 10’, 39’, 77’ Rhian Brewster |

| Arbitro: | Ryuji Sato |

|                     |           |                                        |
| Lassana N'Diaye 74’ | Marcatori | 19’ (rig.) Abel Ruiz 71’ Ferrán Torres |

### Finale 3º- 4º posto
| Arbitro: | Ricardo Montero |

|                                 |           |  |
| Alan Souza 55’ Yuri Alberto 88’ | Marcatori |  |

### Finale 1º- 2º posto
| Arbitro: | Enrique Cáceres |

|                                                                              |           |                              |
| Rhian Brewster 44’ Morgan Gibbs-White 58’ Phil Foden 69’, 88’ Marc Guéhi 84’ | Marcatori | 10’, 31’ Sergio Gómez Martín |

## Premi individuali
| Pallone d'oro        | Pallone d'argento   | Pallone di bronzo |
| -------------------- | ------------------- | ----------------- |
| Phil Foden           | Sergio Gómez Martín | Rhian Brewster    |
| Scarpa d'oro         | Scarpa d'argento    | Scarpa di bronzo  |
| Rhian Brewster       | Lassana N'Diaye     | Abel Ruiz         |
| 8 goal, 1 assist     | 6 goal, 0 assist    | 6 goal, 0 assist  |
| Guanto d'oro         |                     |                   |
| Gabriel Brazão       |                     |                   |
| FIFA Fair Play Award |                     |                   |
| Brasile              |                     |                   |